# (296) Фаэтуса
(296) Фаэтуса (др.-греч. Φαέθουσα) — типичный астероид главного пояса, который был открыт 19 августа 1890 года французским астрономом Огюстом Шарлуа в обсерватории Ниццы и назван в честь Фаэтусы, героини древнегреческой мифологии. 

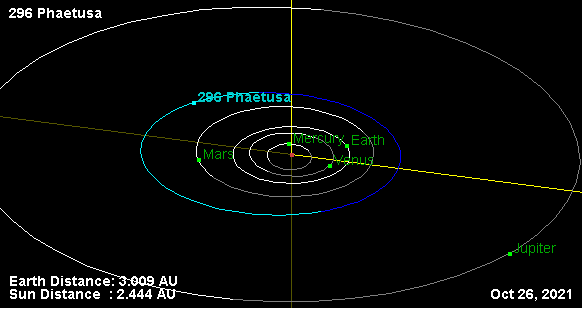
Орбита астероида Фаэтуса и его положение в Солнечной системе